# Nage-no-kata
Il Nage-no-kata (投の形, "forma delle proiezioni") è uno degli 8 kata di judo riconosciuti ufficialmente dal Kōdōkan. Kanō Jigorō iniziò a insegnare tale kata nel 1887. Il kata è composto da 15 proiezioni raggruppate in cinque serie ognuna delle quali rappresenta una classe di tecniche del Nage waza.

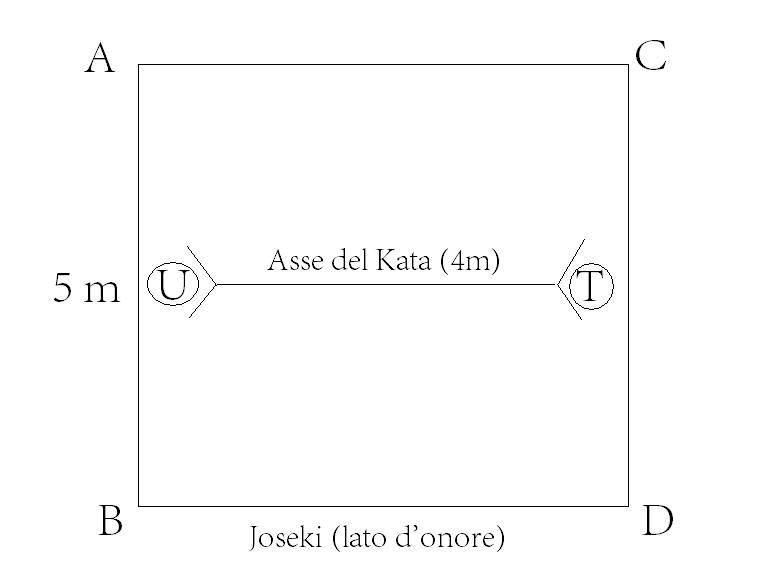
Rappresentazione grafica dell'area del Kata

## Norme preliminari
L'area di combattimento è composta da un quadrato ideale (ABCD) di 6 tatami. Tutte le proiezioni sono eseguite prima a destra e poi a sinistra . I judoka si posizionano ad una distanza di 4 tatami, lungo un asse ideale U-T di riferimento per l'esecuzione del kata. Gli esecutori del kata, (tori ed uke) devono camminare in modo naturale, senza sollevare troppo i piedi da terra (suri-ashi). Durante gli spostamenti gli esecutori devono assumere una postura naturale (shizen-tai). Tori ed Uke non rivolgono mai le spalle al pubblico e non possono camminare all'indietro. Regola fondamentale  durante l'esecuzione del Nage-no-kata (e di tutti i kata in generale) è la “sincerità del movimento”. Solitamente il pubblico inesperto tende a credere che il kata sia una finzione. In realtà Tori deve realmente squilibrare l'avversario e Uke deve opporre una piccola resistenza senza accentuare in maniera eccessiva la proiezione. Durante la fase di attacco, Tori, deve sempre rispettare cinque tempi. I primi tre sono gli spostamenti che porteranno alla proiezione, mentre il quarto tempo è quello della caduta. L'ultimo è quello in cui Uke e Tori si dispongono in posizione per iniziare la tecnica successiva o si riposizionano rispettivamente in U e T a seguito della fine di una delle serie. Nonostante questo non vi è soluzione di continuità fra un tempo e l'altro. Per separare le tecniche, i due judoka, devono eseguire un secondo di pausa dopo la proiezione e il seguente riposizionamento in shizentai (posizione naturale). Fra una serie e l'altra Tori ed Uke si volgono le spalle e rassettano il loro Jūdōgi prima di dare inizio alla serie seguente o prima del saluto finale.

## Il saluto
Tori ed Uke fanno il loro ingresso nell'area di kata dai rispettivi lati e si fermano in shizentai uno davanti all'altro. Successivamente si rivolgono contemporaneamente, eseguendo un quarto di giro, verso il Kamiza (giuria, lato d'onore) ed eseguono il saluto in piedi.I judoka tornano alla precedente posizione ed eseguono il medesimo saluto fra di loro sia in piedi che in ginocchio (ritzurei, zarei). In seguito viene fatto un passo avanti portando le gambe divaricate. Questo passo rappresenta l'ingresso nella vera e propria area di kata. Dopo una sosta di un secondo, i due compagni avanzano l'uno verso l'altro e si fermano a distanza utile per effettuare la presa fondamentale (kumi-kata), in posizione di shizentai. Da questa posizione ha inizio il Nage-no-Kata.

## Le serie

### Te-Waza (tecniche di braccia)
1. Uki-otoshi
2. Ippon-Seoi-nage
3. Kata-guruma

### Koshi-Waza (tecniche di anca)
1. Uki-goshi
2. Harai-goshi
3. Tsuri-komi-goshi

### Ashi-Waza (tecniche di gamba)
1. Okuri-ashi-barai
2. Sasae-tsuri-komi-ashi
3. Uchi-mata

### Ma-Sutemi-Waza (tecniche di sacrificio sul dorso)
1. Tomoe-nage
2. Ura-nage
3. Sumi-gaeshi

### Yoko-Sutemi-Waza (tecniche di sacrificio sul fianco)
1. Yoko-gake
2. Yoko-guruma
3. Uki-waza

## Conclusione
Tori ed Uke tornano nelle posizioni iniziali T ed U ed eseguono nuovamente la fase del saluto in ordine inverso rispetto a quello dell'inizio del kata (passo di uscita dall'area di kata, saluto fra i judoka, saluto rivolto verso gli Joseki, uscita dal tatami).